# فهرست عنصرهای شیمیایی برپایه نام مکان‌ها
از ۱۱۸ عنصر شیمیایی، نام ۴۱ عنصر برگرفته از مکان‌های گوناگون سراسر جهان یا اجرام نجومی است. ۳۲ مورد از این نام‌ها از زمین و ۹ مورد دیگر از اجسام منظومه شمسی گرفته شده‌اند. در دو جدول نخست، مکان‌های روی زمین (به استثنای کره زمین، به صورت کلی) و در جدول آخر، اشیای نجومی، ذکر شده‌اند.

## مکان‌های زمینی
| مکان                                                                           | عنصر       | نشان | Z   | مختصات                                                        |
| ------------------------------------------------------------------------------ | ---------- | ---- | --- | ------------------------------------------------------------- |
| اروپا                                                                          | یوروپیم    | Eu   | ۶۳  |                                                               |
| مگنزیا، منطقه‌ای در یونان                                                       | منیزیم     | Mg   | ۱۲  | ۳۹°۲۵′ شمالی ۲۲°۵۰′ شرقی / ۳۹٫۴۱۷°شمالی ۲۲٫۸۳۳°شرقی           |
| مگنزیا، منطقه‌ای در یونان                                                       | منگنز      | Mn   | ۲۵  | ۳۹°۲۵′ شمالی ۲۲°۵۰′ شرقی / ۳۹٫۴۱۷°شمالی ۲۲٫۸۳۳°شرقی           |
| قبرس                                                                           | مس         | Cu   | ۲۹  |                                                               |
| فرانسه (نام باستانی گل)                                                        | فرانسیم    | Fr   | ۸۷  |                                                               |
| فرانسه (نام باستانی گل)                                                        | گالیم      | Ga   | ۳۱  |                                                               |
| لوتتیا، نام لاتین پاریس                                                        | لوتتیم     | Lu   | 71  | ۴۸°۵۱′شمالی ۲°۲۱′شرقی / ۴۸٫۸۵°شمالی ۲٫۳۵°شرقی                 |
| آلمان                                                                          | ژرمانیم    | Ge   | ۳۲  |                                                               |
| هسن، ایالتی در آلمان                                                           | هاسیم      | Hs   | ۱۰۸ |                                                               |
| دارمشتات، شهری در آلمان                                                        | دارمشتادیم | Ds   | 110 | ۴۹°۵۰′ شمالی ۸°۳۴′ شرقی / ۴۹٫۸۳۳°شمالی ۸٫۵۶۷°شرقی             |
| راین (رود)                                                                     | رنیوم      | Re   | ۷۵  |                                                               |
| استرونتیان، روستایی در اسکاتلند                                                | استرانسیوم | Sr   | 38  | ۵۶°۴۱′ شمالی ۵°۳۴′ غربی / ۵۶٫۶۸۳°شمالی ۵٫۵۶۷°غربی             |
| اسکاندیناوی                                                                    | اسکاندیم   | Sc   | ۲۱  |                                                               |
| هافنیا، نام لاتین کپنهاگ                                                       | هافنیم     | Hf   | 72  | ۵۵°۴۱′ شمالی ۱۲°۳۴′ شرقی / ۵۵٫۶۸۳°شمالی ۱۲٫۵۶۷°شرقی           |
| توله (شاید ایسلند یا گرینلند)                                                  | تولیم      | Tm   | ۶۹  |                                                               |
| هولمیا، نام لاتین استکهلم                                                      | هولمیم     | Ho   | 67  | ۵۹°۲۰′ شمالی ۱۸°۴۷′ شرقی / ۵۹٫۳۳۳°شمالی ۱۸٫۷۸۳°شرقی           |
| ایتربی، روستایی در سوئد                                                        | ایتریم     | Y    | 39  | ۵۹°۲۵′۳۵″ شمالی ۱۸°۲۱′۱۳″ شرقی / ۵۹٫۴۲۶۳۹°شمالی ۱۸٫۳۵۳۶۱°شرقی |
| ایتربی، روستایی در سوئد                                                        | تربیم      | Tb   | ۶۵  | ۵۹°۲۵′۳۵″ شمالی ۱۸°۲۱′۱۳″ شرقی / ۵۹٫۴۲۶۳۹°شمالی ۱۸٫۳۵۳۶۱°شرقی |
| ایتربی، روستایی در سوئد                                                        | اربیوم     | Er   | ۶۸  | ۵۹°۲۵′۳۵″ شمالی ۱۸°۲۱′۱۳″ شرقی / ۵۹٫۴۲۶۳۹°شمالی ۱۸٫۳۵۳۶۱°شرقی |
| ایتربی، روستایی در سوئد                                                        | ایتربیم    | Yb   | ۷۰  | ۵۹°۲۵′۳۵″ شمالی ۱۸°۲۱′۱۳″ شرقی / ۵۹٫۴۲۶۳۹°شمالی ۱۸٫۳۵۳۶۱°شرقی |
| لهستان                                                                         | پولونیوم   | Po   | ۸۴  |                                                               |
| روتنیا، نام لاتین روسیه                                                        | روتنیم     | Ru   | ۴۴  |                                                               |
| استان مسکو، روسیه                                                              | مسکوویم    | Mc   | 115 | ۵۵°۴۲′ شمالی ۳۶°۵۸′ شرقی / ۵۵٫۷۰۰°شمالی ۳۶٫۹۶۷°شرقی           |
| دوبنا، شهری در روسیه                                                           | دوبنیم     | Db   | 105 | ۵۶°۴۴′ شمالی ۳۷°۱۰′ شرقی / ۵۶٫۷۳۳°شمالی ۳۷٫۱۶۷°شرقی           |
| قاره آمریکا(some sources say the ایالات متحده آمریکا specifically)             | امریسیم    | Am   | ۹۵  |                                                               |
| کالیفرنیا، ایالتی در ایالات متحده آمریکا                                       | کالیفرنیوم | Cf   | ۹۸  |                                                               |
| برکلی، کالیفرنیا، شهری در ایالات متحده آمریکا                                  | برکلیم     | Bk   | 97  | ۳۷°۵۲′ شمالی ۱۲۲°۱۶′ غربی / ۳۷٫۸۶۷°شمالی ۱۲۲٫۲۶۷°غربی         |
| آزمایشگاه ملی لارنس لیورمور، در ایالات متحده آمریکا (همچنین نام رابرت لیورمور) | لیورموریوم | Lv   | 116 | ۳۷°۴۱′ شمالی ۱۲۱°۴۳′ غربی / ۳۷٫۶۸۳°شمالی ۱۲۱٫۷۱۷°غربی         |
| تنسی، ایالتی در ایالات متحده آمریکا                                            | تنسین      | Ts   | ۱۱۷ |                                                               |
| ژاپن (Nihon)                                                                   | نیهونیم    | Nh   | ۱۱۳ |                                                               |

## مکان‌های زمینی (معنای نامستقیم)
| مکان      | عنصر    | نشان | Z  | مختصات                                                                 |
| --------- | ------- | ---- | -- | ---------------------------------------------------------------------- |
| بلور، هند | بریلیوم | Be   | 4  | ۱۳°۹′۴۶٫۴۴″ شمالی ۷۵°۵۱′۲۵٫۵۶″ شرقی / ۱۳٫۱۶۲۹۰۰۰°شمالی ۷۵٫۸۵۷۱۰۰۰°شرقی |
| هند       | ایندیوم | In   | ۴۹ |                                                                        |

## اجسام نجومی
| مکان                  | عنصر     | نشان | Z  |
| --------------------- | -------- | ---- | -- |
| خورشید                | هلیوم    | He   | ۲  |
| Mercury*              | Mercury* | Hg   | ۸۰ |
| ماه                   | سلنیوم   | Se   | ۳۴ |
| پالاس (سیارک)         | پالادیم  | Pd   | ۴۶ |
| زمین                  | تلوریم   | Te   | ۵۲ |
| سرس (سیاره کوتوله)    | سریم     | Ce   | ۵۸ |
| اورانوس               | اورانیوم | U    | ۹۲ |
| نپتون                 | نپتونیوم | Np   | ۹۳ |
| پلوتون (سیاره کوتوله) | پلوتونیم | Pu   | ۹۴ |

* - عنصر جیوه مستقیماً برای خدا نام‌گذاری شد و فقط نام‌گذاری نامستقیم آن سیاره بود.